# Paavo Lonkila
Paavo Lonkila, född Paavo Lång 11 januari 1923 i Kiuruvesi, död 22 september 2017 i Kiuruvesi, var en finländsk längdskidåkare som tävlade under 1950-talet. 
Han vann två medaljer vid Olympiska vinterspelen i Oslo 1952: guld och brons. Han vann även ett silver på 4 x 10 km stafett i VM 1950 i Lake Placid.